# Szkoła Domowej Pracy Kobiet

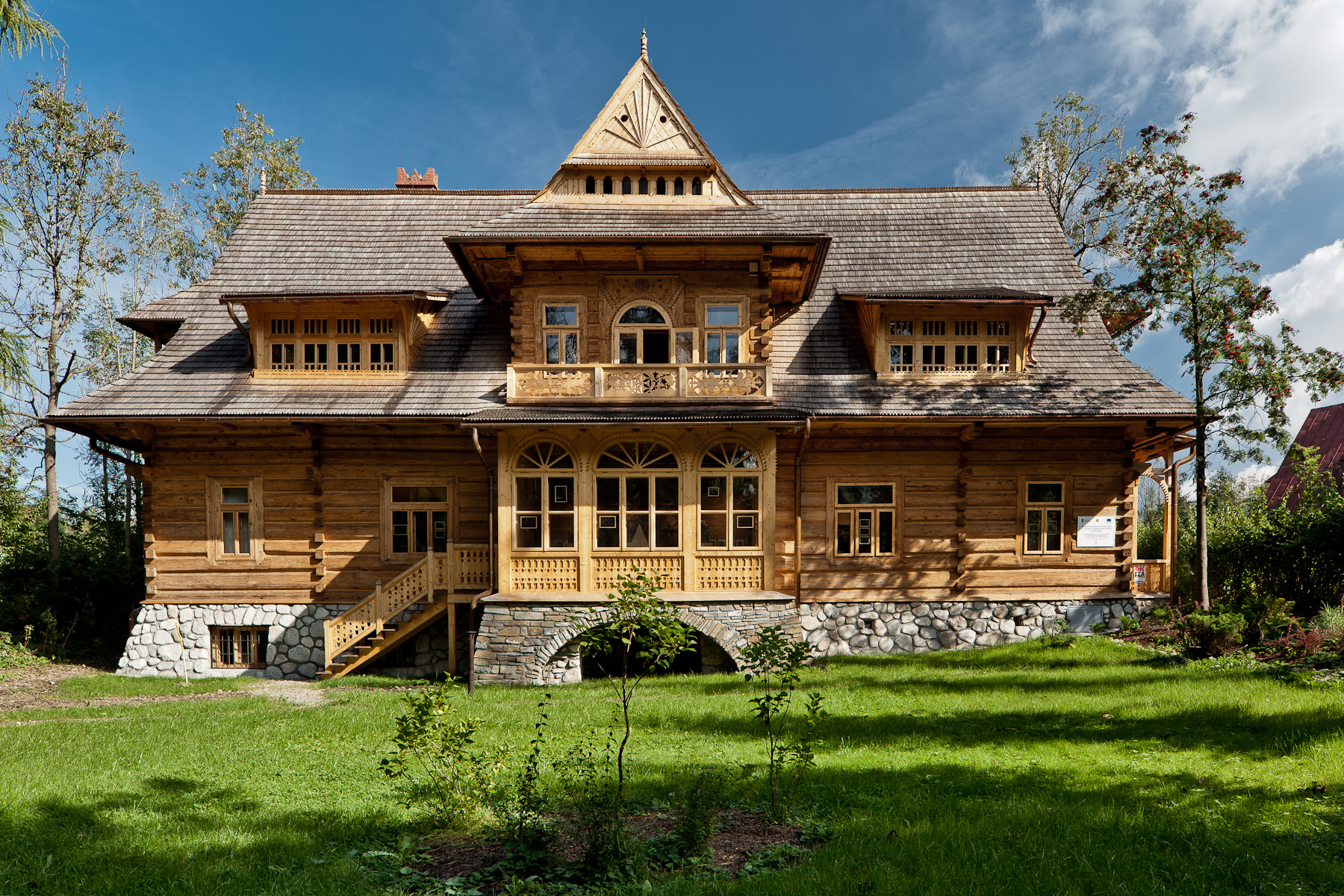
Willa „Oksza”, Zakopane (2011)

Szkoła Domowej Pracy Kobiet – szkoła gospodarcza dla dziewcząt, kształcąca w oparciu o wartości chrześcijańskie, założona w 1882 r. przez Jadwigę z Działyńskich Zamoyską, istniejąca do 1950 roku.

## Historia
Inspiracja założenia szkoły pochodziło od francuskich oratorian z którymi Jadwiga Zamoyska i jej córka, Maria zetknęły się w czasie pobytu w Paryżu. Ideę szkoły wyrażały słowa zawarte w jej statucie: „Dać kobietom możność uzupełnienia wychowania w zakresie obowiązków życia domowego, wprawiając je do potrójnej pracy, ręcznej, umysłowej i duchowej, do zasadniczego przestrzegania porządku i oszczędności sił, czasu i mienia”.
Szkoła  rozpoczęła swoją działalność w majątku Zamoyskich w wielkopolskim Kórniku. W 1886 r. z powodu rugów pruskich została zamknięta, a Jadwigę Zamoyską wydalono z Niemiec jako obywatelkę Francji. Placówka została przeniesiona do Starej Lubowli na Spiszu (dziś Słowacja), potem do Kalwarii Zebrzydowskiej, a w 1891 r. do Kuźnic, które na licytacji dóbr zakopiańskich zakupił syn założycielki szkoły, Władysław Zamoyski. Szkoła umieszczona została w budynku dawnej dyrekcji huty żelaza. Oprócz podstawowej edukacji uczono tam też prac gospodarskich i kuchennych, organizacji pracy domowej, dobrych manier, patriotyzmu, pobożności i gimnastyki. Młode dziewczyny, które tu uczęszczały, od noszonego przez nie charakterystycznego nakrycia głowy w formie czepka, miejscowi górale nazywali cepculkami.
Od śmierci w 1924 r. Władysława Zamoyskiego, który cały swój majątek zapisał narodowi polskiemu, szkoła była utrzymywana przez Fundację Kórnicką. Od roku szkolnego 1933/34 placówka przyjęła nazwę Prywatna Jednoroczna Szkoła Domowej Pracy Kobiet Fundacji "Zakłady Kórnickie". W roku szkolnym 1937/38 otwarto tutaj dwuletnie Prywatne Liceum Gospodarczo-Społeczne im. Gen. Jadwigi Zamoyskiej Fundacji "Zakłady Kórnickie". Funkcjonowały przy nim dwa roczne kursy Przysposobienia w Gospodarstwie Rodzinnym.
W czasie okupacji niemieckiej, gdy Niemcy urządzili w budynku w Kuźnicach hotel „Zum alten Eisenhammer”, szkoła została przeniesiona z Kuźnic do willi „Oksza” w centrum Zakopanego. Po wojnie w 1945 roku szkoła powróciła do Kuźnic, gdzie jeszcze przez trzy lata działała pod szyldem Państwowego Liceum Gospodarczego. W 1948 roku, gdy państwo przejęło majątek Zakładów Kórnickich, szkołę zlikwidowano. Teren i zabudowania przejęło Ministerstwo Rolnictwa, a przez następne dwa lata w budynku mieściło się Państwowe Liceum Rolniczo-Gospodarcze. W 1950 r. szkoła została ostatecznie zlikwidowana przez władze państwowe.
W sierpniu 1951 r. w kuźnickim budynku otwarto Dom Ozdrowieńców, zwany popularnie „Sanatorium w Kuźnicach” - oddział rehabilitacyjny ze 110 miejscami dla dzieci i młodzieży po gruźlicy kostno-stawowej, pierwszy i jedyny wówczas w Polsce. Od 1 września 1953 r. funkcjonowało w nim również liceum ogólnokształcące, w którym do 1968 r. uczyło się 1282 uczniów. W 1958 r. zespół otrzymał nazwę Państwowe Sanatorium Dziecięce - Oddział Ozdrowieńców po Gruźlicy Kostnej im. Dr Mieczysława Kosińskiego.
W 1968 r. przekształcono go w Wojewódzki Ośrodek Rehabilitacyjno-Ortopedyczny dla Dzieci i Młodzieży, który w 1997 r. przekształcił się w Klinikę Ortopedii i Rehabilitacji Dzieci i Młodzieży w Zakopanem Collegium Medicum Uniwersytetu Jagiellońskiego. Obiekt, będący w złym stanie technicznym, przejął w 2003 r. na mocy ustawy o ochronie przyrody Tatrzański Park Narodowy. Po gruntownym remoncie i rewitalizacji mieści się w nim obecnie siedziba jego Dyrekcji.
W pięćdziesiątą rocznicę powstania szkoły, Przewodnik Katolicki zamieścił krótką notatkę informującą o programie nauczania.